# Heinz Jordan (Jurist)
Heinz Jordan (* 17. März 1933 in Waldshut; † 15. November 2017 in Konstanz) war ein deutscher Jurist und Hochschullehrer. Er war von 1992 bis 1998 Präsident des Oberlandesgerichts Karlsruhe.

## Leben
Heinz Jordan wuchs in Waldshut als Sohn eines Maurerpoliers auf. Nach dem Abitur schlug er zunächst die Inspektorenlaufbahn als Verwaltungsbeamter ein, bevor er nach zwei Jahren ein Studium der Rechtswissenschaften an der Universität Freiburg aufnahm, das er an der Universität München fortsetzte. Nach den Juristischen Staatsexamen und Promotion trat er 1962 in den baden-württembergischen Justizdienst. Er war Richter am Landgericht Waldshut-Tiengen, Referent im Justizministerium Baden-Württemberg. 1973 kehrte er, zum Landgerichtsdirektor befördert, ans Landgericht Waldshut zurück. Schon 1975 folgte die Beförderung zum Leiter der Staatsanwaltschaft in Waldshut. Im Juli 1984 wurde Jordan Präsident des Landgerichts Konstanz. Am 22. Januar 1992 wurde er zum Präsidenten des Oberlandesgerichts Karlsruhe ernannt. Als solcher trat er Ende März 1998 in den Ruhestand.
Von 1988 bis 2000 war Jordan zudem Richter am Staatsgerichtshof für das Land Baden-Württemberg, zunächst von 1988 bis 1991 als stellvertretendes Mitglied. Er war von 1996 bis 2000 ständiger Stellvertreter des Präsidenten des Staatsgerichtshofs.
Im Mai 1993 wurde Jordan Honorarprofessor für Strafrecht und Strafprozessrecht an der Universität Konstanz, wo er bereits seit 1976 als Lehrbeauftragter tätig war.
Jordan war seit 1981 juristischer Beisitzer des Landesberufsgerichts für Ärzte, seit 1996 dessen Vorsitzender.

## Ehrungen und Auszeichnungen
- Großes Verdienstkreuz des Verdienstordens der Bundesrepublik Deutschland (1998)
- Ehrenzeichen der deutschen Ärzteschaft (2002)